# 255e régiment d'infanterie
Le 255e régiment d'infanterie (255e RI) est un régiment d'infanterie de l'Armée de terre française constitué en 1914 avec les bataillons de réserve du 55e régiment d'infanterie. Dissout en 1917 à la suite des pertes de la Première Guerre mondiale, il est recréé en 1939 au début de la Seconde Guerre mondiale comme régiment de défense côtière, dissous après l'armistice de juin 1940.

## Création et différentes dénominations
- Août 1914 : mobilisation du 255e régiment d'infanterie
- Octobre 1917 : dissolution
- Septembre 1939 : mobilisation du 255e régiment d'infanterie
- Été 1940 : dissolution

## Chefs de corps
- ? - 1917 : lieutenant-colonel Vérignon[1]
- 1939 - 1940 : lieutenant-colonel Paoli[2]

## Historique des garnisons, combats et batailles

### Première Guerre mondiale

#### Affectation
- 75e division d'infanterie d'août à novembre 1914
- 126e division d'infanterie de juin 1915 à mars 1917
- 97e division d'infanterie de mai à octobre 1917

#### 1914
Le régiment est mobilisé à Pont-Saint-Esprit, constitué de deux bataillons.

#### 1917
Le régiment est dissous le 24 octobre 1917.

### Seconde Guerre mondiale
Le régiment est reformé le 5 septembre 1939 dans le secteur Aix-Antibes par le centre mobilisateur d'infanterie 153. Commandé par le lieutenant-colonel Paoli, il est constitué de trois bataillons et est affecté à l'organe de défense côtière I de Nice.

## Traditions

### Drapeau
Il porte, cousues en lettres d'or dans ses plis, les inscriptions suivantes :
- Woëvre 1915
- Verdun 1916

### Décoration
Cité à l'ordre de la 97e division d'infanterie, le régiment reçoit la croix de guerre 1914-1918 avec étoile, accrochée au drapeau du régiment le 23 novembre 1917 à Pont-Saint-Esprit.

### Insigne
Le régiment ne possède pas d'insigne.

## Personnalités ayant servi au255eRI
- Charles Flachaire (1887-1914), homme de lettres inscrit au Panthéon parmi les 560 écrivains morts pour la France
- Félix Brun (1896-1964), député

## Sources et bibliographie
- Lieutenant-colonel Vérignon, Historique du 255e régiment d'infanterie, Éditions Henri Charles-Lavauzelle, 1920 (lire en ligne)